# Kościół św. Stanisława Biskupa w Ciężkowie
Kościół świętego Stanisława Biskupa w Ciężkowie – rzymskokatolicki kościół filialny należący do parafii św. Wita w Słupach (dekanat Szubin diecezji bydgoskiej).
Jest to świątynia wzniesiona w latach 1898-1900 w stylu neogotyckim jako zbór ewangelicki. Po zakończeniu drugiej wojny światowej w 1948 roku została przejęta przez parafię św. Wita w Słupach. Charakterystycznym elementem świątyni, wybudowanej z czerwonej cegły jest pięciokondygnacyjna wieża, na której jest umieszczony zegar, wykonany przez firmę Johanna Friedricha Weule z Bockenem (Dolna Saksonia) z 1909 roku.
W dniu 29 listopada 2017 roku dach kościoła został zniszczony przez pożar. Po pożarze świątynia została odbudowana. Dzięki decyzji Kujawsko-Pomorskiego Wojewódzkiego Konserwatora Zabytków świątynia została w dniu 22 stycznia 2018 roku wpisana do rejestru zabytków. Z okazji uroczystości oddania do użytku odbudowanej świątyni, w styczniu 2019, biskup bydgoski Jan Tyrawa odprawił mszę świętą.